# Natalia Bojko
Natalia Andrijiwna Bojko (ukr. Наталія Бойко; ur. 7 września 1989 we Lwowie) – ukraińska polityk i menadżerka. Wiceminister energetyki i przemysłu węglowego Ukrainy (2017–2019). Członkini Rady Nadzorczej NJSC Naftohaz Ukrainy.

## Edukacja
W 2011 roku ukończyła studia na Wydziale Prawa Lwowskiego Narodowego Uniwersytetu im. Iwana Franki uzyskując tytuł magistra prawa z wyróżnieniem.
Studiowała na Wydziale Prawa Uniwersytetu Humboldta w Berlinie na stypendium Erasmusa w ramach programu „Prawo niemieckie i europejskie”.
W 2015 roku studiowała w Institute of Energy Economics of Tokyo (Japonia) – IEEJ na kierunku „Energy Policy”.

## Kariera
Do 2015 roku pracowała we Frankfurcie nad Menem (Niemcy) w firmie Environmental Resources Management.
W latach 2015–2019 pracowała w Administracji Prezydenta Ukrainy, w szczególności zajmowała stanowisko doradcy Administracji.
Od 22 lutego 2017 r. na wniosek Ministra Energii i Przemysłu Węglowego Ukrainy Ihora Nasałyka pełni funkcję wiceministra ds. Integracji europejskiej. W Ministerstwie Energii odpowiadała za koordynację współpracy z UE w dziedzinie energetyki, z organizacjami międzynarodowymi i MIF (w tym Bankiem Światowym, EBOiR, EBI i in.).
Dla rządu odpowiadała za przygotowanie Narodowej Strategii Energetycznej Ukrainy do 2035 roku.
Od 27 września 2017 r. członkini Prezydium Komitetu Zrównoważonej Energii ONZ.
W dniu 11 września 2019 roku została wybrana na członka Rady Nadzorczej Naftohaz Ukrainy jako przedstawiciel państwa.
5 listopada 2019 roku została powołana na doradcę premiera Ukrainy Oleksija Honczaruka.
21 maja 2020 roku została powołana na doradcę premiera Ukrainy Denysa Szmyhala.

## Działalność polityczna
Po przedterminowym wygaśnięciu mandatu deputowanej ludowej Iryny Łucenko, Natalia Bojko miała zostać posłem ludowym i wejść do parlamentu, ale zdecydowała się zrezygnować i ustąpiła miejsca Wołodymyrowi Wiatrowyczowi.
Była na liście wyborczej partii „Solidarność Europejska” Petra Poroszenki pod numerem 24.

## Działania społeczne
Brała udział w Euromajdanie w 2014 r., a także w pikiecie pod Komisją Europejską, podczas której rozwiązano kwestię zniesienia wiz UE dla Ukrainy.

## Nagrody
W 2017 roku otrzymała nagrodę „Ukraina 30 poniżej 30 lat” według KyivPost.

## Rodzina
Ojcem Natalii Bojko jest Andrij Bojko. Od 12 stycznia 2017 do 28 kwietnia 2019 – członek Naczelnej Rady Sądownictwa, doktor nauk prawnych, prof.